# Schamtasche

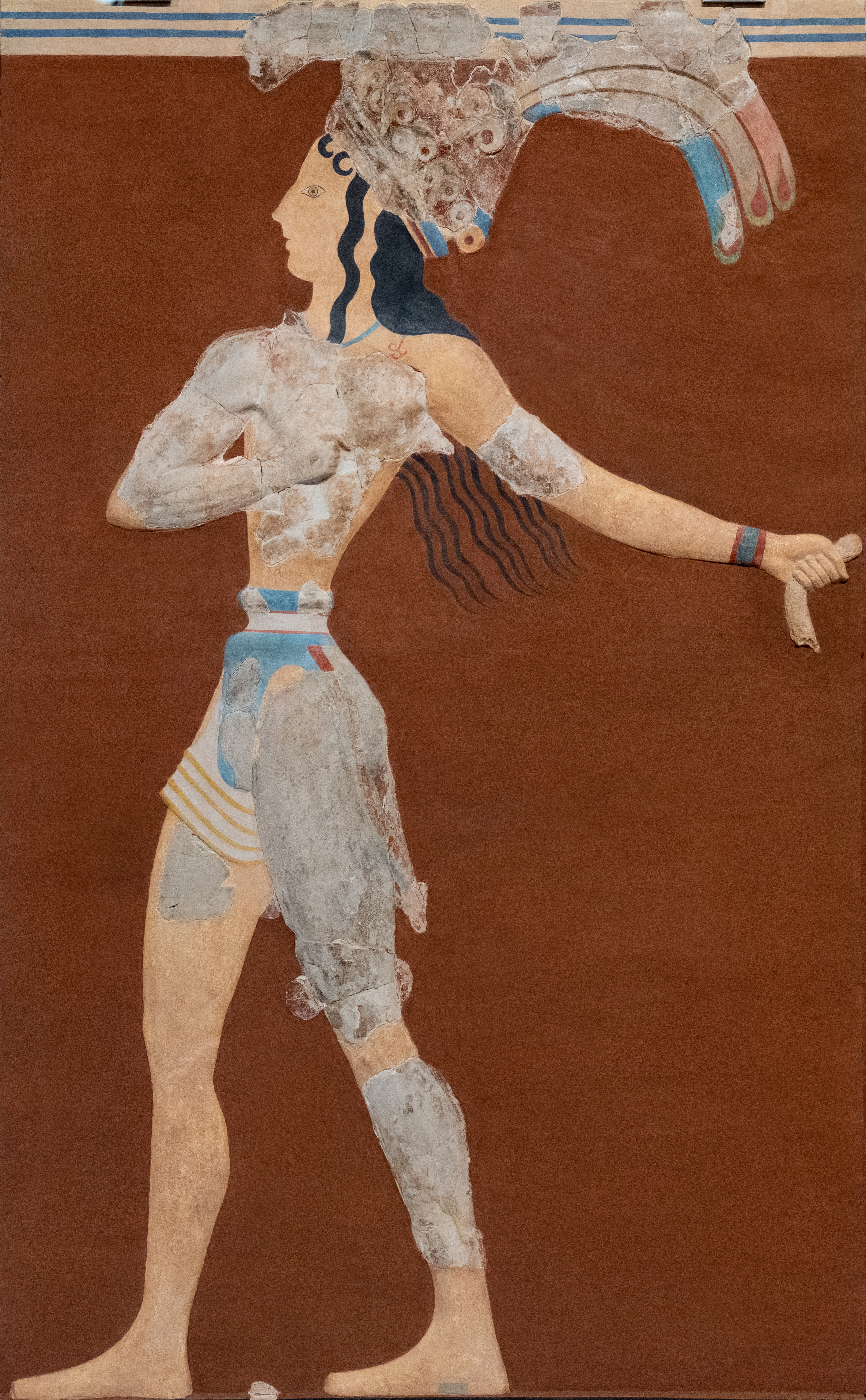
Schamtasche auf einem Fresko aus Knossos, 16. Jh. v. Chr.

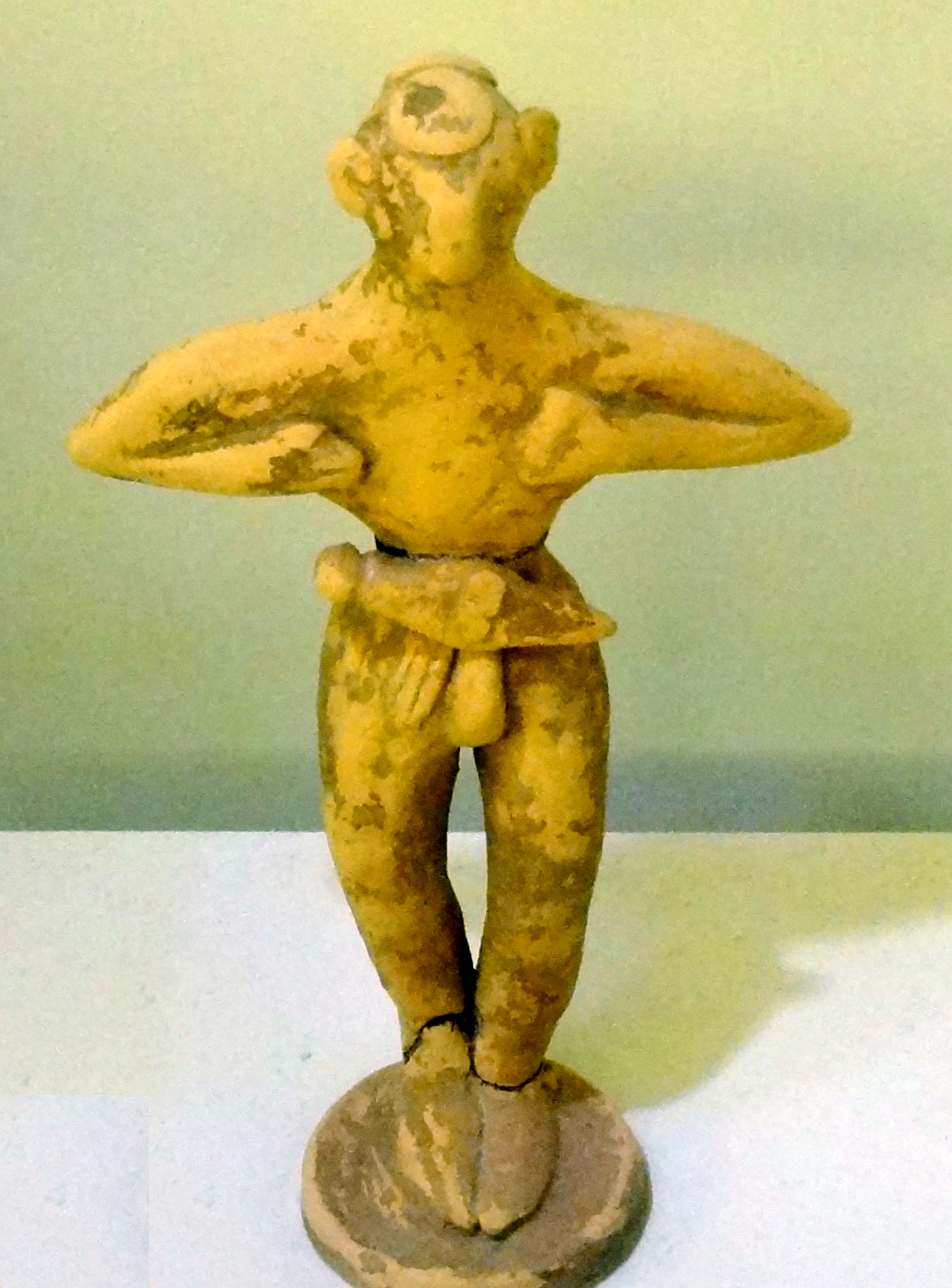
Tonfigur der Darstellung einer männlichen Figur mit Schamtasche vom Gipfelheiligtum Petsophas an der Ostküste Kretas

Als Schamtasche oder auch Phallustasche bezeichnet man ein das Geschlechtsteil bedeckendes Kleidungsstück.

## Minoisches Kleidungsstück
Die Schamtasche war unter anderem ein Bestandteil der kurzen kretominoischen Männertracht des Altertums. Bereits während der minoischen Altpalastzeit wurde die Schamtasche von kretischen Männern getragen, wie Tonidole belegen, die in Höhenheiligtümern entdeckt wurden.